# Válečné zločiny během války v Pásmu Gazy
Hamás i izraelská armáda byly během války obviněny z několika válečných zločinů a zločinů proti lidskosti. Rada bezpečnosti OSN identifikovala jasné důkazy o válečných zločinech spáchaných jak Izraelskými obrannými silami, tak Hamásem. Podle komise OSN pro izraelsko-palestinský konflikt existovaly jasné důkazy o tom, že válečné zločiny mohly být během války spáchány.
K 30. červenci 2025 bylo ve válce v Pásmu Gazy hlášeno celkové zabití více než 62 000 lidí (60 138 Palestinců a 1 700 Izraelců, včetně 179 novinářů (171 Palestinců, 2 Izraelci a 6 Libanonců) a přes 470 humanitárních pracovníků, včetně 326 zaměstnanců OSN). Na palestinské straně bylo zraněno 146 tisíc osob a na izraelské přes 7 tisíc. Dle výzkumů je ale počet přímých obětí války v Pásmu Gazy přibližně 100 tisíc a tato válka patří mezi nejkrvavější války 21. století dle poměru zabitých bojovníků k civilistům a také dle míry úmrtnosti v poměru k velikosti populace.
V červnu 2024 zařadil generální tajemník OSN „izraelské ozbrojené a bezpečnostní síly”, Hamás a Palestinský islámský džihád na seznam organizací, které v roce 2023 závažně porušily dětská práva během válečných konfliktů. Jako důvody zařazení uvedl v případě Izraele zabíjení a mrzačení dětí a útoky na školy a nemocnice, v případě Hamásu a Palestinského islámského džihádu zabíjení, mrzačení a únosy dětí. Mluvčí prezidenta Palestiny toto rozhodnutí uvítal, izraelský premiér naopak rozhodnutí odsoudil. Během války bylo zabito 37 izraelských a nejméně 17 100 palestinských dětí. Izraelské síly, Hamás i Palestinský islámský džihád byly na seznam zařazeny i pro rok 2024.
Vzhledem k disproporčnosti konfliktu byla většina zločinů spojených s Hamásem hlášena v říjnu 2023, zatímco obvinění vůči Izraeli byla spojena zejména s lety 2024 a 2025 a jeho ofenzivou v Pásmu Gazy.

## Mezinárodní soudní dvůr v Haagu

### Obvinění z páchání genocidy ze strany Izraele
V lednu 2024 projednal Mezinárodní soudní dvůr v Haagu žalobu Jihoafrické republiky na Izrael, ve které byl obviněn z páchání genocidy vůči Palestincům. Dne 26. ledna soud předběžným opatřením nařídil Izraeli, aby učinil veškeré kroky k zabránění genocidy a aby zlepšil humanitární situaci v Pásmu Gazy. Soudkyně Joan Donoghueová navíc uvedla, že některá tvrzení Jihoafrické republiky jsou „věrohodná“. Soudkyně dodala: „Soud se domnívá, že existuje reálné a bezprostřední riziko, že než soud vydá konečné rozhodnutí, bude způsobena nenapravitelná újma na právech, která soud shledal jako hodnověrná.“ Benjamin Netanjahu podle listu The Times of Israel nařídil členům svého kabinetu, aby se zdrželi reakce na předběžné rozhodnutí soudu. On sám prohlásil, že tvrzení, že „Izrael páchá genocidu na Palestincích, je nejen nepravdivé, ale i pobuřující“.
Postupně se k žalobě Jihoafrické republiky na Izrael připojily následující státy: Nikaragua, Kolumbie, Libye, Mexiko, Palestina, Španělsko, Turecko, Chile, Maledivy, Bolívie, Irsko a Kuba. Svůj záměr žalobu podpořit veřejně projevily Belgie, Egypt a Belize.
V květnu 2024 Mezinárodní soudní dvůr v Haagu nařídil Izraeli zastavit vojenskou ofenzivu ve městě Rafah a otevřít hraniční přechod Rafah pro neomezený přísun humanitární pomoci. Izrael měl také umožnit do Pásma Gazy přístup vyšetřovacímu týmu, který by se zabýval sběrem důkazů v případu údajného páchání genocidy na Palestincích.

### Otázka legality okupace Palestiny
V červenci 2024 Mezinárodní soudní dvůr v Haagu vydal právně nezávazný posudek, že Izrael okupací Západního břehu Jordánu včetně východního Jeruzaléma a Pásma Gazy a využíváním tamních přírodních zdrojů porušuje mezinárodní právo. Soud uvedl, že izraelská výstavba osad a související infrastruktury je projevem záměru trvalé přítomnosti na daných územích. Přítomnost Izraele označil za nelegální. Posudek nicméně Izrael k ničemu nezavazuje a Izrael ho odmítl. Podle premiéra Netanjahua „Židé nejsou okupanty, protože jsou ve své vlastní zemi”. Izraelská opozice rovněž označila výrok soudu za „další důkaz vnějšího vměšování“ a „kontraproduktivní“ krok pro bezpečnost regionu. Soud se případem zabýval na popud rezoluce Valného shromáždění OSN z konce prosince 2022.

## Mezinárodní trestní soud v Haagu
Dne 20. května 2024 hlavní prokurátor Mezinárodního trestního soudu Karim Khan oznámil, že požádal o vydání zatykačů na lídry Hamásu a Izraele. Lídr Hamásu v Pásmu Gazy Jahjá Sinvár, šéf vojenského křídla Hamásu Muhammad Dajf, šéf politického křídla Hamásu Ismáíl Haníja, izraelský premiér Benjamin Netanjahu a izraelský ministr obrany Jo'av Galant podle prokurátora nesou odpovědnost za válečné zločiny a zločiny proti lidskosti spáchané v Pásmu Gazy a v Izraeli. Představitelé Hamásu jsou viněni ze zločinů vyhlazování, vraždy, braní rukojmích, sexuálního násilí, mučení, kruté zacházení a těžké urážky lidské důstojnosti. Představitelé Izraele jsou viněni ze zločinů úmyslného využívání hladovění civilních osob jako způsobu vedení boje, úmyslné způsobení velkého utrpení nebo vážné tělesné újmy či poruchy zdraví, vraždy, úmyslné vedení útoků proti civilnímu obyvatelstvu, vyhlazování, perzekuce a jiné nelidské činy.
Dne 21. listopadu 2024 Mezinárodní trestní soud rozhodl o vydání zatykačů na izraelského premiéra Benjamina Netanjahua a v té době čerstvě odvolaného ministra obrany Jo'ava Galanta. Soud tím také odmítl dříve podané námitky Izraele a jeho spojeneckých zemí. Tři představitelé Hamásu, kteří podle květnové žádosti vrchního žalobce měli také být povoláni před Mezinárodní trestní soud, byli v listopadu 2024 již mrtví. Soud nicméně vydal zatykač také na Muhammada Dajfu, u které nebylo možné spolehlivě ověři zabití. Podle odůvodnění měl soud důvodné podezření se domnívat, že Muhammad Dajf „odpovídá za zločiny proti lidskosti: vraždy, vyhlazování lidí, mučení, znásilnění a další formy sexuálního násilí; stejně jako za válečné zločiny vraždy, krutosti, mučení; za braní rukojmích, těžké urážky lidské důstojnosti, znásilnění a další formy sexuálního násilí“. Soud měl rovněž důvodné podezření se domnívat, že izraelský premiér Benjamin Netanjahu a exministr obrany Jo'av Galant „nesou coby spolupachatelé trestní odpovědnost za následující zločiny: za válečný zločin úmyslného využívání hladovění civilních osob jako způsobu vedení boje a za zločiny proti lidskosti, vraždy, perzekuce a jiné nelidské činy“. A „každý z nich nese coby civilní lídr trestní odpovědnost za válečný zločin útoku zaměřeného proti civilnímu obyvatelstvu“.

## Izraelské vyšetřovací komise
Izraelská generální prokurátorka Gali Baharavová-Miaraová vyzvala na začátku června 2024 premiéra Benjamina Netanjahua, aby co nejrychleji umožnil zřízení státní komise, která by vyšetřila postup vlády ve válce proti Hamásu v Pásmu Gazy. Generální prokurátorka výzvu ke zřízení státní vyšetřovací komise zdůvodnila tím, že je to nejlepší způsob, jak se bránit obvinění u mezinárodních soudů. K výzvě se vyjádřil tajemník předsedy vlády, který uvedl, že na takové vyšetřování „ještě nedozrál čas“.
Na začátku září 2024 generální prokurátorka Gali Baharavová-Miaraová poslala premiérovi Netanjahuovi dopis, ve kterém ho znovu vyzvala k zřízení státní vyšetřovací komise. Podle jejího názoru „se okno pro zřízení vlastní komise rychle uzavíralo“.
Podle zprávy izraelské televizní stanice Channel 12 ze září 2024 měl ministr spravedlnosti Jariv Levin (Likud) oslovit generální prokurátorku Gali Baharavovou-Miaraovou s tím, aby formálně ustanovila trestněprávní vyšetřovací komisi ohledně role premiéra a ministra obrany ve válce s Hamásem. Ovšem poté, co by byla informace o zahájení vyšetřování této komise oficiálně předána mezinárodním soudům, měla být následně její činnost ukončena. Vláda tím chtěla formálně uspokojit požadavky Mezinárodního trestního soudu. Prokurátorka Gali Baharavová-Miaraová ovšem toto odmítla učinit jako „nehoráznou provokaci“ Mezinárodního trestního soudu. Ministr obrany Jo'av Galant měl následně kontaktovat prokurátorku s tím, aby alespoň podpořila zřízení vládní vyšetřovací komise. Ta to ale opět odmítla s tím, že „vyšetřovaný nemůže jmenovat svého vyšetřovatele“.

## Ze strany Hamásu a palestinských militantních skupin

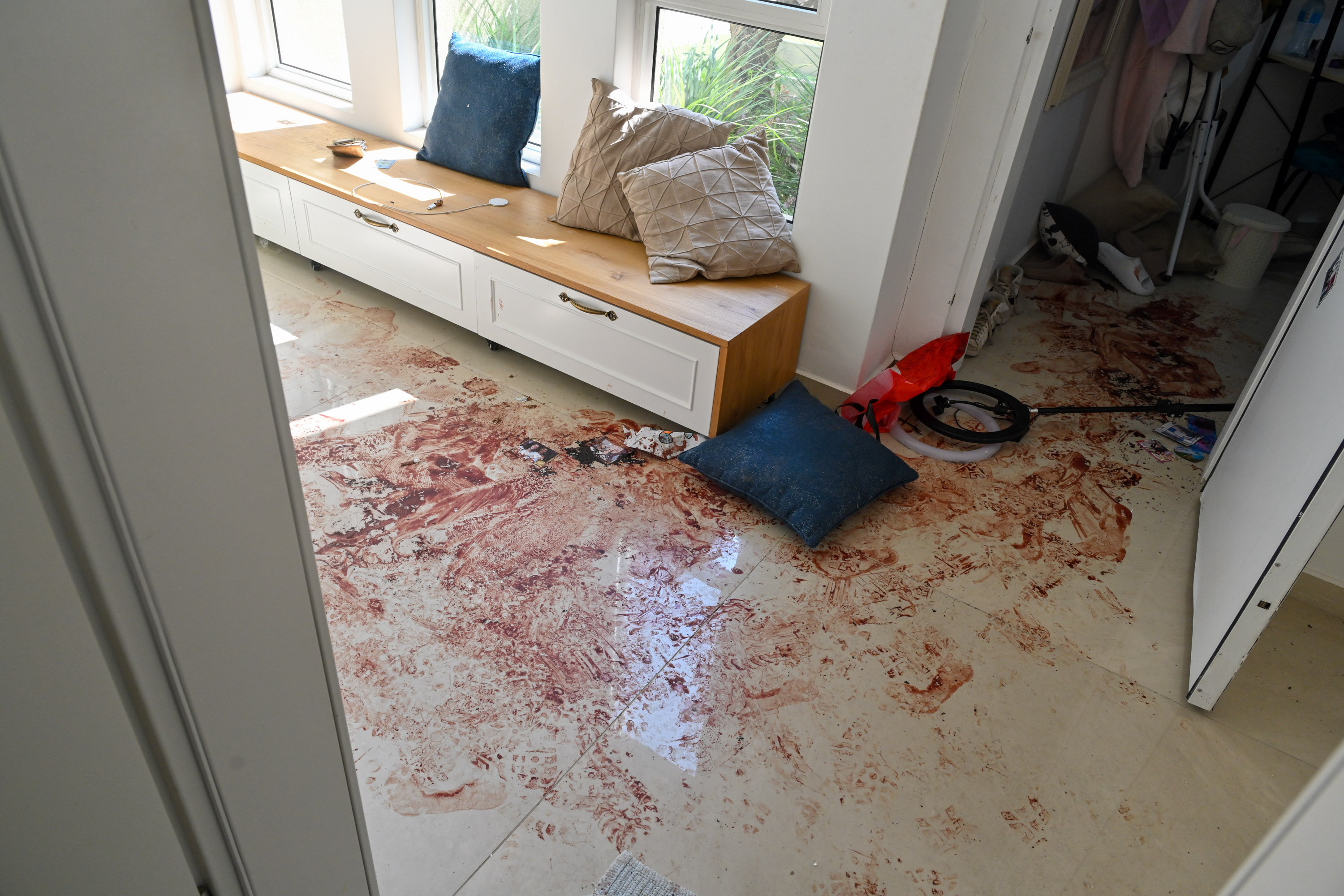
Zakrvácená podlaha po útoku na kibuc Nachal Oz v Izraeli

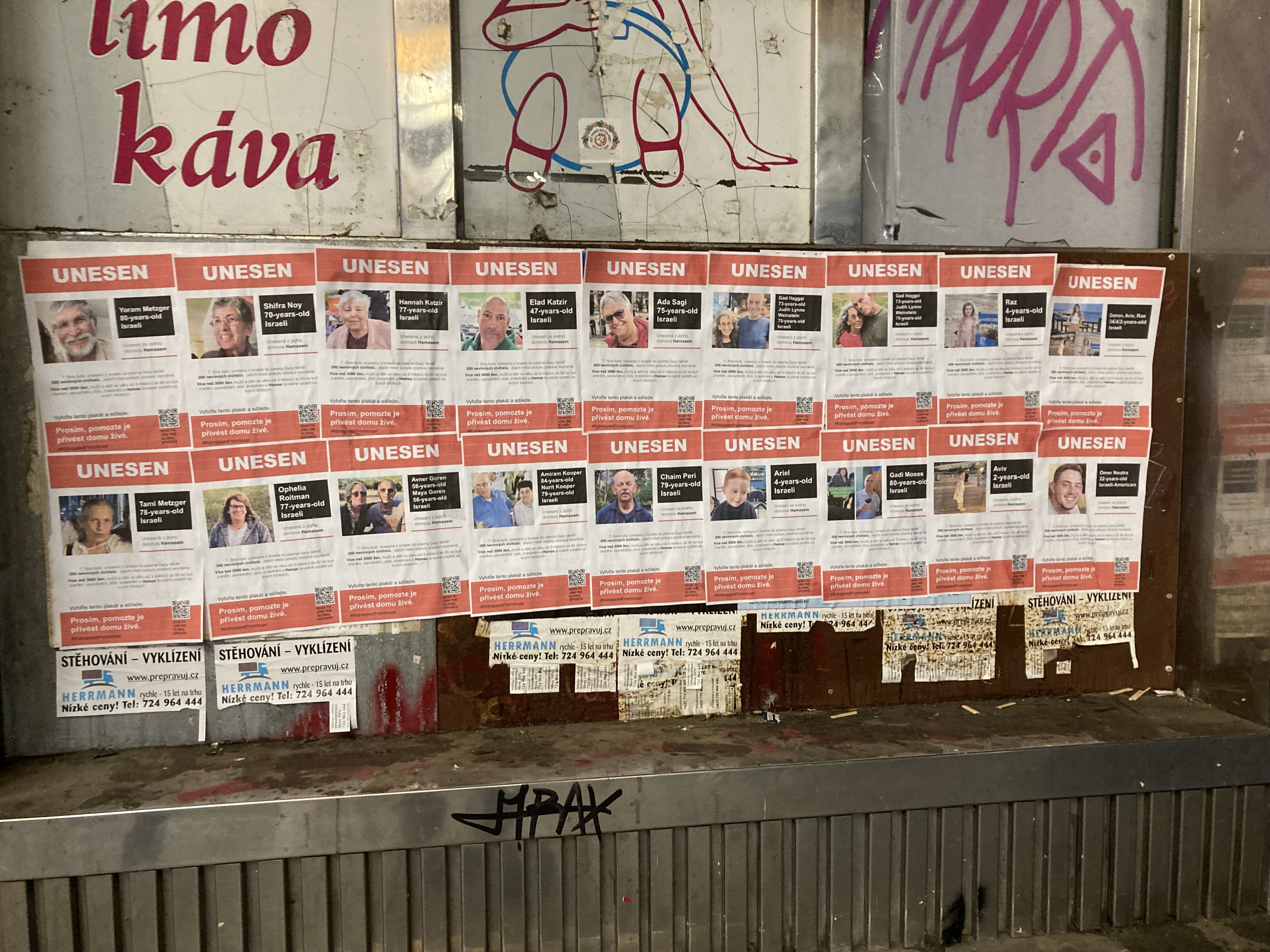
Fotografie některých unesených izraelských civilistů a vojáků (ofoceno 17. října, Praha - Palmovka).

Vyšetřovací komise OSN pro okupovaná palestinská území a Human Rights Watch obvinily palestinské ozbrojené skupiny z... páchání ohavných činů a zaměřování se při střelbě na civilisty a prohlásily, že... braní civilistů jako rukojmí se podle mezinárodního práva rovná válečným zločinům.
Během svého pohybu v Izraeli palestinští ozbrojenci nevybíravě zabíjeli, přičemž se zaměřovali na civilisty. Poté, co dosáhli svých cílů,[jakých?] zabíjeli dále systematicky civilisty včetně žen a dětí. Během masakru na hudebním festivalu v Re´im zabili 260 osob. Z videí pořízenými samotnými příslušníky Hamásu a zveřejněným sociálních sítích bylo zdokumentováno mučení, sexuální násilí a násilí na dětech. Podle izraelských vojenských forenzních týmů, svědectví očitých svědků a nahlášených fotografických, dokumentárních a video důkazů militanti Hamásu znásilňovali, napadali a mrzačili izraelské ženy a dívky během útoků na Izrael dne 7. října 2023. Vojenský personál oznámil, že těla obětí útoků ze 7. října vykazovala četné známky znásilnění a „vážná stádia zneužívání“. Hamas byl obviněn z genderově podmíněného násilí, válečných zločinů a zločinů proti lidskosti.
Tým členů OSN, který měl za úkol prověřit obvinění z páchání sexuálního násilí, pod vedením zvláštní zástupkyně OSN Pramily Patten, která má na starosti tuto oblast, ve své zprávě z března 2024 uvedl, že nalezli přesvědčivé důkazy o páchání sexuálních zločinů Hamásem při útoku ze 7. října 2023. Ve zprávě tým napsal, že byly nalezeny důkazy o tom, že některé ženy a nezletilí byli obětmi znásilnění, hromadného znásilnění nebo sexuálně zaměřeného týrání. Tým ovšem nemohl působit v Pásmu Gazy a s ohledem na trauma obětí ani nemluvil s přeživšími. Zprávu sepsal po prostudování fotografií a videozáznamů.
Při ústupu do Pásma Gazy brali palestinští ozbrojenci civilní rukojmí, což je závažným porušením Ženevské úmluvy. Do Pásma Gazy bylo odvlečeno 251 rukojmích, včetně žen, dětí a seniorů. Nejméně z poloviny byli rukojmí příslušníci izraelské armády. Z celkového počtu rukojmích část tvořila již pouze těla zabitých. Dne 15. října 2023 publikovalo přes 100 izraelských a mezinárodních expertů na mezinárodní právo otevřený dopis, ve kterém uvedli, že činy byly provedeny s úmyslem zničit zcela nebo částečně národní skupinu, což je podle nich v souladu s výslovnými cíli Hamásu. Tyto činy se podle nich s největší pravděpodobností rovnají genocidě Mezi hlavními koordinátory dopisu byl bývalý izraelský státní zástupce Dan Eldad. Hamás dále pohrozil, že bude popravovat rukojmí pokaždé, když Izrael zaútočí na dům v Pásmu Gazy a popravy bude živě vysílat na internetu. Provedení takových poprav by představovalo válečný zločin. Nicméně k popravám nedocházelo. Jen v ojedinělých případech někteří hlídači rukojmí zabili, a to bez vědomí velení. Dle dohadů velení Hamásu k incidentům docházelo z frustrace nad vysokými ztrátami na životech Palestinců při tažení izraelské armády Pásmem Gazy. Kvůli sílícímu vojenskému tlaku Izraele velení Hamásu v srpnu 2024 nařídilo hlídačům rukojmích, aby v případě přepadení izraelskou armádou rukojmí zabili. Prvními takto zabitými rukojmími byla šestice osob, jejichž těla byla nalezena v tunelu pod Rafahem na konci srpna 2024.
Válečným zločinem jsou i raketové útoky proti obytným aglomeracím. Během svého útoku Hamás vypustil více než 3 000 raket na Izrael. Některé z těchto raket zasáhly Tel Aviv a předměstí Jeruzaléma. Podle prohlášení mluvčího Evropské komise z října 2023 používal Hamás civilní obyvatelstvo Pásma Gazy i unesená rukojmí jako živé štíty, což je také porušením Římského statutu.
V době války jsou zdravotnická zařízení právně považována za chráněné objekty a jejich využití pro vojenské účely je válečným zločinem. EU odsoudila Hamás za používání „nemocnic a civilistů jako lidských štítů“.
Hamás raboval v několika kibucích a na festivalu Nova. Podle videí zveřejněných serverem Times of Israel rabování v kibucu Be'eri provedli palestinští civilisté, kteří dorazili do kibucu poté, co ozbrojenci militantního Hamásu ukradli zemědělské vybavení, motorky a televizory.
V červnu OSN zveřejnilo závěry z vyšetřování dvou nezávislých vyšetřovacích komisí ohledně páchání válečných zločinů v začátcích války. Podle těchto závěrů se obě strany konfliktu dopouštěly válečných zločinů. Hamás byl mj. obviněn z úmyslného útoku a zabíjení civilistů a z páchání sexuálního násilí, násilí na ženách, mučení a znesvěcování těl zabitých osob.
V červenci publikovala organizace Human Rights Watch novou zprávu o válečných zločinech spáchaných Hamásem a dalšími radikálně islamistickými organizacemi 7. října 2023. Podle závěrů zprávy militanti spáchali zločiny hromadné vraždy, braní rukojmích a další válečné zločiny a zločiny proti lidskosti, jako jsou vražda a neoprávněné věznění. Organizace také uvedla, že je nutné dále vyšetřit obvinění ze sexuálního násilí a násilí z nenávisti.
V prosinci 2024 izraelské ministerstvo zdravotnictví publikovalo svou zprávu o zacházení s rukojmími Hamásem. Zprávu mělo v úmyslu předložit OSN a byla založena na výpovědi několika propuštěných rukojmí. Zpráva konkrétně popisovala případy sexuálně motivovaného obtěžování a nátlaku. Vedle toho popisovala podmínky zajetí – rukojmí byli drženi často o samotě, ve tmě nebo v podzemí, přičemž hygienické podmínky byli nedostatečné, stejně jako příděly vody a jídla.

## Ze strany Izraele

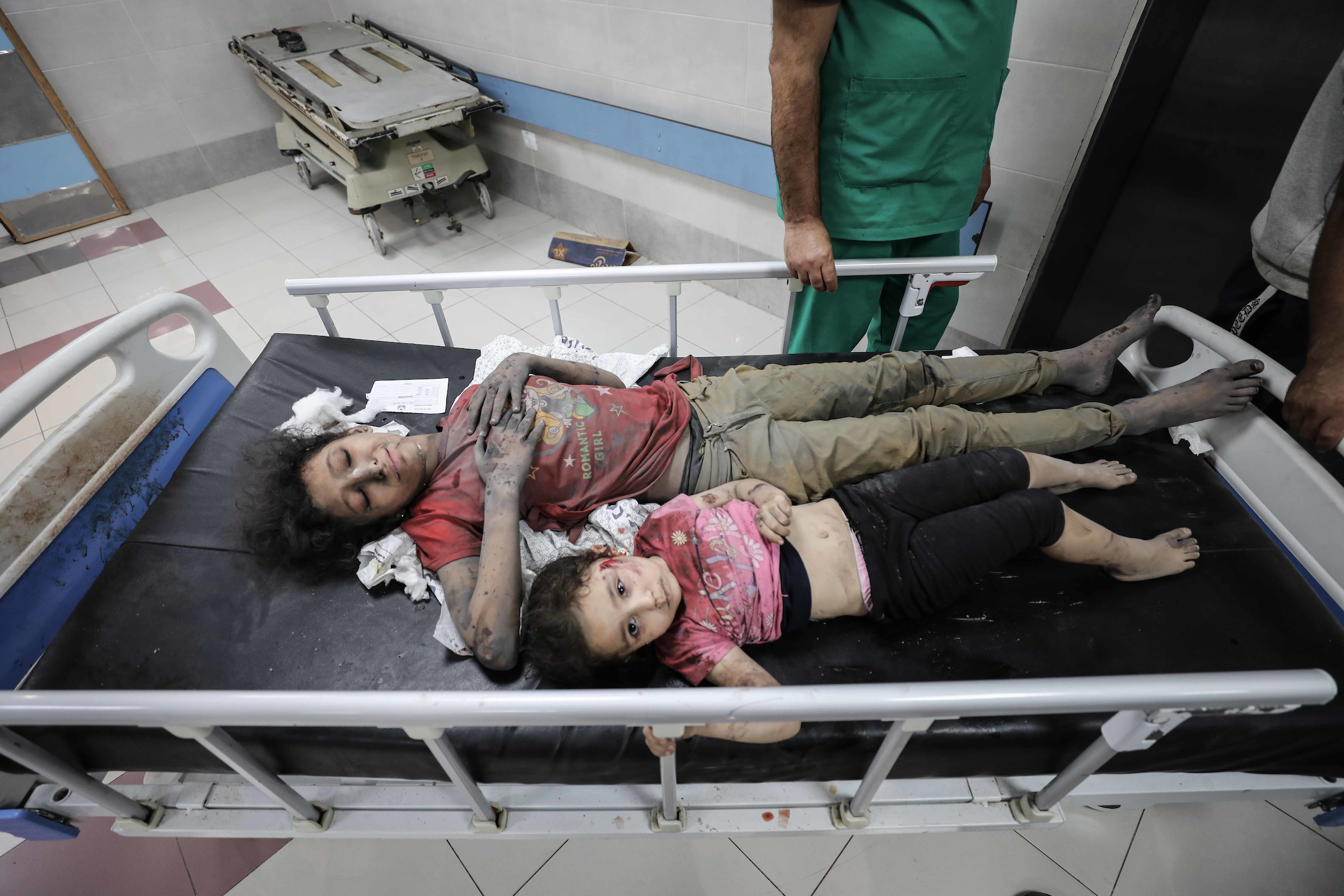
Zraněné palestinské děti čekají na ošetření v nemocnici Šífa v Gaze.

Obvinění z válečných zločinů vznesly proti Izraeli Human Rights Watch, Amnesty International, Be-celem, OSN a Mezinárodní trestní soud.
V červnu 2024 OSN zveřejnilo závěry z vyšetřování dvou nezávislých vyšetřovacích komisí ohledně páchání válečných zločinů v začátcích války (od října do prosince 2023). Podle těchto závěrů se obě strany konfliktu dopouštěly válečných zločinů. Izrael se podle zprávy dopustil následujícího výčtu zločinů: používání hladovění jako způsobu válčení; vražda nebo úmyslné zabití; záměrné vedení útoků proti civilistům a civilním objektům; násilné přesuny obyvatel; sexuální násilí a snižování osobní důstojnosti (zejm. svlékání vězňů). Současně uvedli, že Izrael na palestinské obyvatelstvo v Gaze aplikoval kolektivní trest. Izrael závěry komise OSN odmítl a nesouhlasil s tím, že by páchal obdobné zločiny jako Hamás.

### Zabíjení civilistů

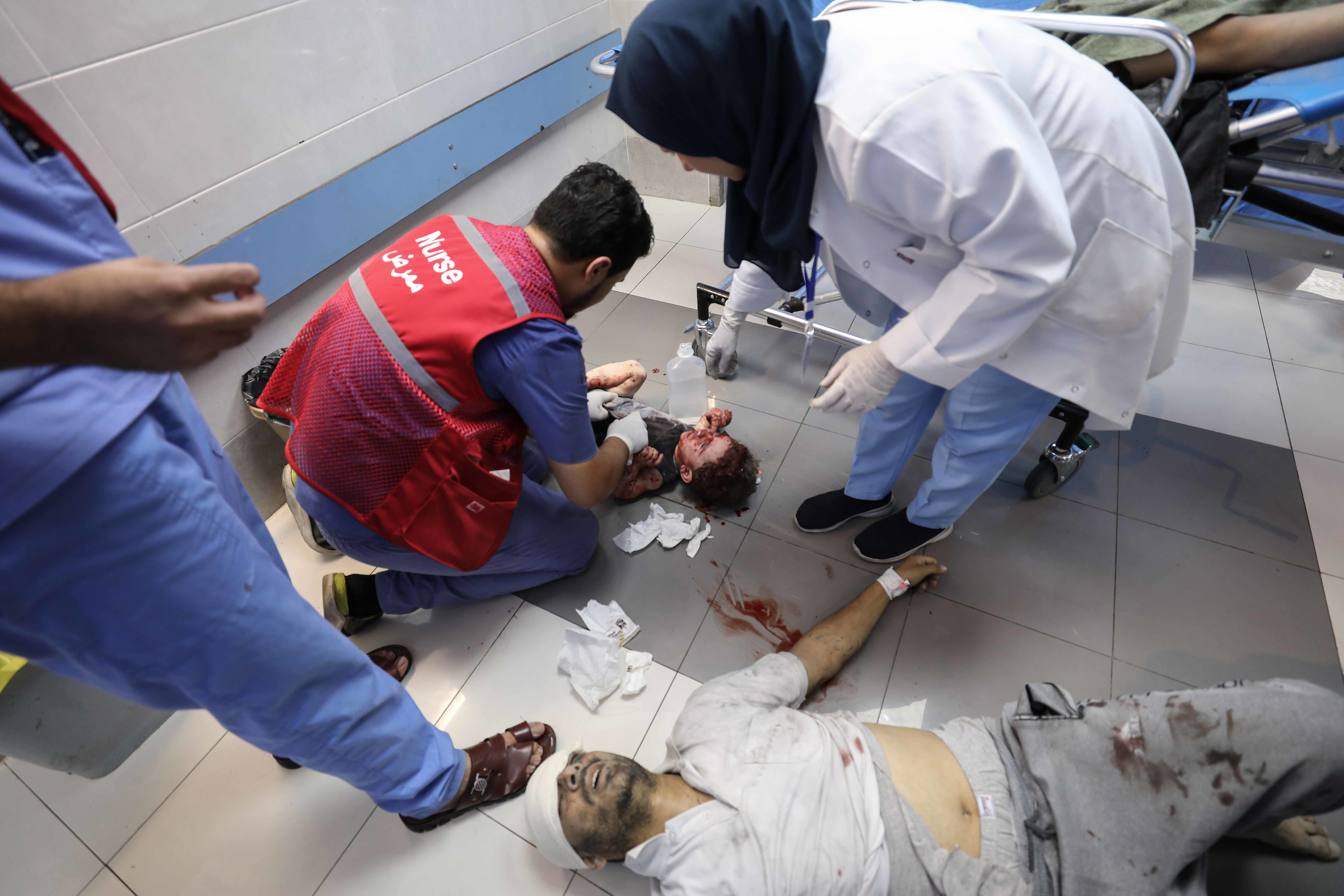
Ošetřování zraněného dítěte v nemocnici v Gaze

Izraelský magazín +972 popsal, jak izraelská armáda vědomě cílí na civilisty. Izraelský voják pro Sky News popsal svévolné zabíjení civilistů a tvrdil, že jeho jednotka často dostávala rozkaz střílet na každého, kdo vstoupil do oblastí, které vojáci definovali jako zakázané zóny, bez ohledu na to, zda představoval hrozbu. Podle odhadů OSN zabila izraelská armáda v Gaze za tři měsíce víc civilistů než ruská armáda na Ukrajině za skoro dva roky.
Podle skupiny zvláštních zpravodajů OSN provádí IOS nevybíravé útoky proti civilním cílům v Pásmu Gazy. IOS provedly útoky proti tržnici v Džabálii, proti uprchlickému táboru Al-Šatí, nálet na školu UNRWA, kde se ukrývalo 4 000 uprchlíků. Izraelské útoky zničily nebo poškodily okolo 104 mešit a čtyři kostely. Při izraelském leteckém úderu, který 19. října zasáhl areál řeckého pravoslavného kostela svatého Porfyria, zahynulo 17 křesťanů, kteří se tam ukrývali před nálety, tedy skoro 2 % příslušníků křesťanské komunity v Gaze.
V únoru 2024 byl zveřejněn zvukový záznam hovoru mezi operátory tísňového volání a pětiletou palestinskou dívkou Hind Rajabovou, která jako jediná přežila útok izraelských vojáků na auto s palestinskými civilisty. Sanitka Červeného půlměsíce, která přijela na místo, se stala také terčem izraelské střelby a její posádka zahynula. Dívka byla později nalezena mrtvá v rozstříleném autě.
Dne 29. února 2024 bylo při střelbě izraelských vojáků do davu civilistů, kteří se tlačili kolem konvoje s mezinárodní humanitární pomocí, zabito nejméně 115 Palestinců a více než 750 utrpělo zranění. Ve své době šlo o incident s nejvíce oběťmi od začátku izraelské invaze do Pásma Gazy.
V březnu 2024 bylo zveřejněno video vojáka IOS, který se chlubí zabitím staršího neslyšícího muže schovaného pod jeho postelí, což vedlo Radu pro americko-islámské vztahy k odsouzení zabití jako popravy a válečného zločinu. Izraelská armáda uvedla, že zahájí vyšetřování incidentu.
V červnu 2024 uvedl Jeremy Laurence, mluvčí Úřadu Vysokého komisaře OSN pro lidská práva (OHCHR) Volkera Türka, že zabití mnoha civilistů při červnové izraelské operaci na záchranu rukojmí v Nusajrátu v Pásmu Gazy může být válečným zločinem. Dodal ovšem, že za válečný zločin by mohlo být označeno i držení unesených v hustě obydlených oblastech, což činil Hamás. Hamás tvrdil, že při izraelské operaci přišlo o život nejméně 274 Palestinců a sedm set dalších bylo zraněno. Izraelská armáda připustila asi stovku obětí s tím, že podle ní není jasné, kolik z nich tvořili civilisté. Laurence podle AFP podotkl, že úřad OSN nemůže nezávisle ověřit počet 274 mrtvých, ale „soudí, že je téměř stoprocentně přesný“.
V červnu 2024 Úřad Vysokého komisaře OSN pro lidská práva (OHCHR) vydal zprávu z vyšetřování šesti izraelských útoků vedených mezi říjnem a prosincem 2023, během kterých zemřelo minimálně dvě stě Palestinců. Úřad uvedl, že útoky způsobily velké množství obětí a škod na civilní infrastruktuře, a že izraelské síly „možná systematicky porušovaly zásady rozlišování, přiměřenosti a obezřetnosti při útoku“. Podle úřadu tím Izrael možná opakovaně porušoval základní principy válečného práva.
V říjnu 2024 vyšla v deníku The New York Times investigativní reportáž popisující svědectví šedesáti dobrovolných amerických lékařů a členů zdravotnického personálu, kteří působili v Pásmu Gazy během války Izraele s Hamásem. Z nich 44 vypovědělo, že se setkalo s opakujícími se případy dětských obětí, které byly střeleny do hlavy. Téměř všichni měli pacienty trpící podvýživou. Přes padesát z nich pozorovalo u dětí výrazné psychické trauma a sebevražedné myšlenky. 25 z respondentů potvrdilo, že během jejich služby viděli případy úmrtí novorozenců a kojenců z důvodu podvýživy nebo infekčních chorob. Téměř všichni se také setkali s nedostatkem zdravotnického materiálu a hygienických pomůcek.
Od 27. května 2025 Izraelské obranné síly a američtí kontraktoři střílí na davy tisíců Palestinců, kteří se pokouší získat pomoc z nově zřízených míst pro distribuci humanitární pomoci, které provozuje Spojenými státy podporovaná Humanitární nadace pro Pásmo Gazy (GHF). Podle OSN bylo při pokusu o dosažení oblastí distribuce pomoci do 27. června zabito nejméně 613 Palestinců, z toho 509 v blízkosti center GHF. Dalších více než 4 200 jich bylo podle Ministerstva zdravotnictví v Gaze zraněno. K incidentům dochází po 11 týdnů trvající izraelské blokádě, která začala v březnu 2025 a která výrazně omezila distribuci humanitární pomoci v Pásmu Gazy a prohloubila humanitární krizi. Podle Lékařů bez hranic může využívání humanitární pomoci jako zbraně představovat zločin proti lidskosti a podle Centra pro ústavní práva má GHF možnou odpovědnost za spoluúčast na válečných zločinech, zločinech proti lidskosti a genocidě Palestinců. Koncem června 2025 izraelský deník Ha'arec informoval, že jednotky IOS dostaly rozkaz střílet na neozbrojené davy, aby je „držely dál od center distribuce potravin“.
10. června 2025 vydali experti z Nezávislé mezinárodní vyšetřovací komise na okupovaných Palestinských územích, včetně Východního Jeruzaléma a Izraele OSN zprávu, podle které se Izrael dopouští zločinu proti lidskosti vyhlazování, tím že zabíjí civilisty skrývající se ve školních a náboženských budovách, což je podle nich „soustředěná kampaň za vyhlazení palestinského života.” Dále se Izraelské síly podle komise dopustily „válečných zločinů, včetně útoků proti civilistům a úmyslného zabíjení.”
Podle Human Rights Watch a Euro-Med Human Rights Monitor používají izraelské jednotky při svých útocích v hustě zastavených oblastech dělostřelecké granáty s bílým fosforem. Izrael použití této munice v Gaze popřel.

### Zabíjení vzdávajících se lidí
Dne 15. prosince 2023 byli izraelskými vojáky zastřeleni tři izraelští rukojmí v Gaze, které si izraelští vojáci údajně spletli s bojovníky Hamásu, přestože muži byli neozbrojeni, byli svlečeni do půl těla a nesli bílou vlajku. Podle kritiků postupu izraelské armády v Gaze tento incident dokládá, jak izraelská armáda zachází s palestinskými civilisty a se zajatci, protože vojáci si rukojmí pravděpodobně spletli se vzdávajícími se Palestinci.
Dne 10. října zveřejnily izraelské obranné síly video, které zřejmě ukazuje vojáky IOS, jak střílejí na čtyři vzdávající se Palestince. Analýza záběrů naznačila, že se muži zřejmě vzdávali, přičemž tři muži klesali na zem se zdviženýma rukama, jeden mával kusem bílého oblečení. V době střelby se zdálo, že žádný z nich nebyl ozbrojen, zatímco následné video ukázalo, že těla byla přemístěna a zbraně byly umístěny poblíž nich na zemi. Analýza dospěla k závěru, že čtyři muži byli neozbrojení Palestinci, kteří opustili Gazu průlomem v dělicí zdi. Mluvčí IOS uvedl, že se k věci nechce vyjadřovat. Zabíjení vzdaných civilistů nebo bojovníků je válečný zločin.
Skupiny pro lidská práva zdokumentovaly několik případů, kdy izraelští vojáci zastřelili civilisty v Gaze, když mávali bílými vlajkami. Ředitel organizace Human Rights Watch Izrael-Palestina uvedl, že Izrael má „historii v nezákonné střelbě na neozbrojené osoby, které nepředstavují žádnou hrozbu, a to i na ty, které mávají bílými vlajkami“. Začátkem ledna se objevilo video z 12. listopadu, které ukazuje vysídlené Palestince včetně ženy s dítětem, jak se evakuují z Gazy. Přestože skupina jasně nesla bílé vlajky, žena byla údajně zastřelena izraelským odstřelovačem.
Dne 24. ledna 2024 zveřejnila britská televizní stanice ITV záběry izraelského odstřelovače, který zastřelil muže s bílou vlajkou, s nímž novinář dělal rozhovor jen chvíli před jeho smrtí. Norská rada pro uprchlíky i Amnesty International to označily za možný válečný zločin. Vysoký velitel IOS později prohlásil: „Chyby se stávají, to je válka.“
Záběry, které získala Al Jazeera English, ukazují dva muže mávající bílými vlajkami, jak jsou zabíjeni izraelskými silami a poté pohřbeni armádními buldozery. IOS potvrdily zabití obou mužů s tím, že se chovali „podezřele“ a nereagovali na varovné výstřely; uvedli, že je pohřbili buldozery, protože se obávali, že nesou výbušniny. Palestinský Červený půlměsíc odsoudil izraelské činy jako „mimosoudní popravy“. Rada pro americko-islámské vztahy označila vraždy za „ohavný válečný zločin“.

### Hromadné popravy
Úřad vysokého komisaře OSN pro lidská práva dne 20. prosince uvedl, že obdržel obvinění, že izraelští vojáci v Rimalu zabili nejméně jedenáct neozbrojených mužů. Stanice Al Jazeera informovala, že počet popravených byl 15, kteří byli zabiti během razie v bytě. Svědci popravy byly rodin zabitých mužů. Profesor William Schabas z Middlesex University prohlásil: „Není opravdu důležité prokazovat, že se jedná o civilisty. I popravy bojovníků sou válečným zločinem.“ Euro-Med Monitor sdělil stanici Al Jazeera, že se domnívají, že existuje vzorec „systematického“ zabíjení, a že „u nejméně 13 polních poprav jsme potvrdili, že se jednalo o svévolné jednání izraelských sil.“ Dne 26. prosince 2023 předložil Euro-Med Monitor Mezinárodnímu trestnímu soudu a zvláštním zpravodajům OSN spis dokumentující desítky případů polních poprav provedených izraelskými silami a vyzývající k vyšetřování.

### Ničení civilní infrastruktury

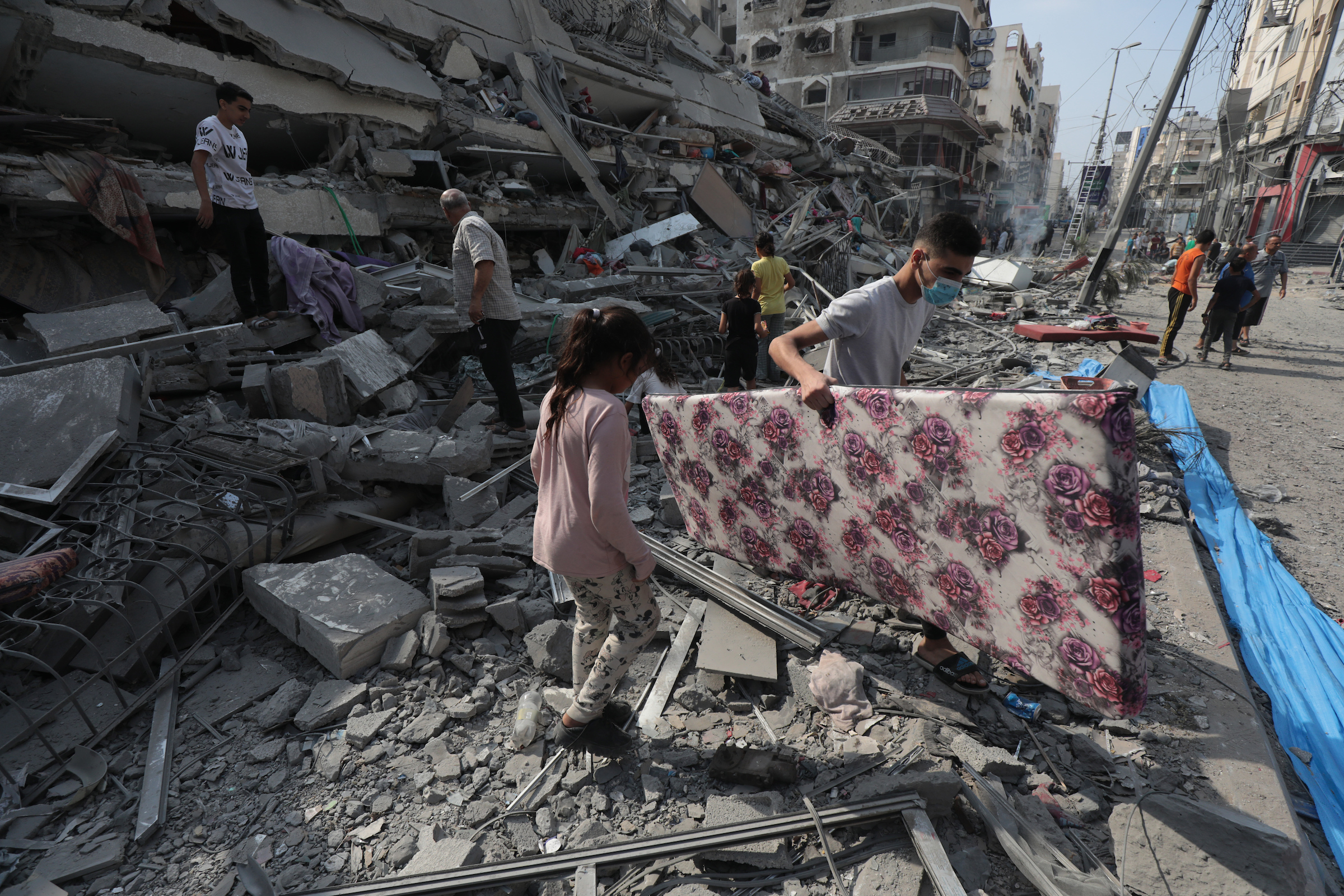
Obyvatelé Gazy prohledávají trosky domu zničeného izraelskými nálety

V severní části Gazy, kde se nachází nejlidnatější město Gaza, bylo k lednu 2024 v důsledku bojů a izraelských útoků zničeno nebo poškozeno 70–80 % veškerých budov. V celé Gaze bylo zničeno nebo poškozeno přes 50 % budov. Více než 1,9 milionu lidí, tedy kolem 85 % všech obyvatel Gazy, bylo vyhnáno ze svých domovů. Zpráva z počátku listopadu 2023 uvádí více než 100 významných archeologických a starobylých památek, knihoven, náboženských míst a míst starověkého historického významu, která Izrael částečně nebo úplně zničil.
V červenci 2024 mezinárodní charitativní organizace Oxfam zveřejnila zprávu s názvem Vodní válečné zločiny: Jak Izrael použil vodu ve své vojenské kampani v Gaze, v níž uvedla, že Izrael systematicky odpíral Palestincům v Gaze vodu, ničil vodní zdroje i čističky odpadních vod. Izrael podle zprávy od začátku války do června 2024 zničil sedmdesát procent kalových čerpadel a všechny čistírny odpadních vod. Dostupnost vody v Pásmu Gazy v důsledku klesla o 94 % oproti předválečné době. Dne 30. července si izraelský voják přidal na své sociální sítě video z toho, jak s dalšími vojáky ničí zásobárnu pitné vody ve čtvrti Tel Sultan v Rafahu, údajně „na počest šabatu“. Vedení armády se po medializaci od akce distancovalo.

### Blokáda a související hladomor
Některé nebojové akce provedené Izraelem jako je blokáda přísunu potravin, vody, paliv či elektřiny byly charakterizovány experty OSN jako kolektivní trest, což je podle Ženevské úmluvy klasifikováno jako válečný zločin. Izraelský prezident Jicchak Herzog obvinil všechny Palestince v Gaze ze společné odpovědnosti za útok proti Izraeli. Sari Bashi, expertka pro na lidská práva z Human Rights Watch poznamenala, že... je znepokojivé, když izraelský představitel otevřeně přiznává zapojení své země do kolektivního trestu. Generální tajemník OSN António Guterres 18. října prohlásil, že... útoky Hamásu nemohou ospravedlnit kolektivní trestání palestinského lidu. Podle Světového potravinového programu (WFP) trpělo v prosinci 2023 extrémním hladem 25 % rodin v Gaze a u tisíců dětí byla diagnostikována podvýživa. V polovině prosince OSN odhadovala, že okolo 90 % obyvatel Gazy má zajištěno méně než jedno jídlo denně.

### Útoky na zdravotnictví

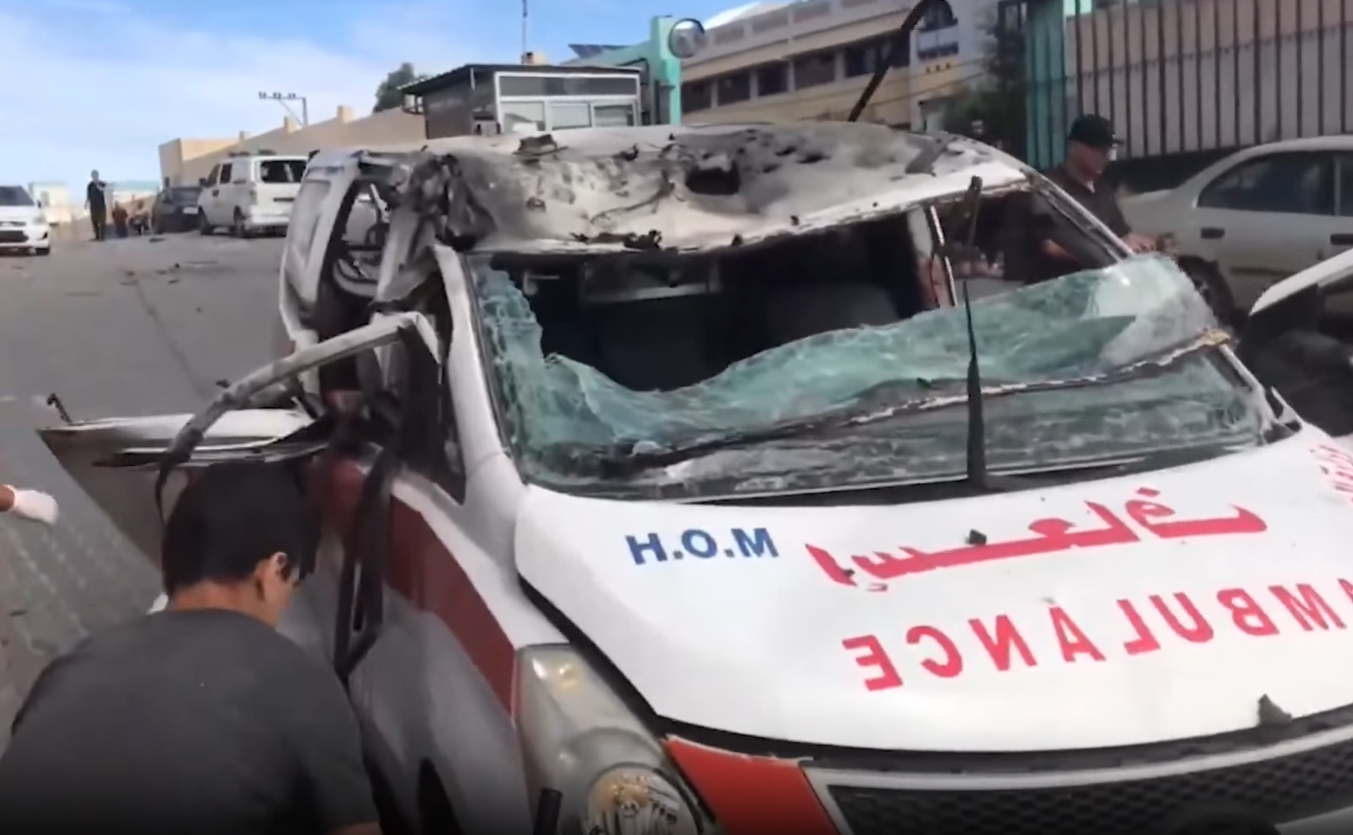
Sanitka provozovaná Palestinským červeným půlměsícem v Chán Júnis v Pásmu Gazy poté, co byla těžce poškozena izraelským vojenským náletem

Do 21. října podle palestinského ministerstva zdravotnictví izraelské útoky zabily v Pásmu Gazy 37 zdravotníků, napadeno bylo 69 zdravotnických zařízení, z provozu bylo vyřazeno 7 nemocnic a 24 sanitek. Smrt v řadách svého zdravotnického personálu v Gaze oznámily UNRWA, Mezinárodní červený kříž a Červený půlměsíc, mrtvé ohlásily i Lékaři bez hranic. Útoky na zdravotnická zařízení se Izrael údajně dopustil válečných zločinů podle Ženevských úmluv.
V dubnu 2024, po stažení armády Izraele a návratu Palestinců do města Chán Júnis, byly v tamní Násirově nemocnici nalezeny tři masové hroby. Masový hrob byl nalezen také v nemocnici Šífa na severu Pásma Gazy. Celkem v nich bylo uloženo 392 těl. Palestinské zdroje uváděly, že tam byli pohřbení i lékaři a pacienti z nemocnic. Některá těla podle palestinských zdrojů nesla stopy mučení. Palestinské úřady dále tvrdily, že většina těl tam byla pohřbena během doby, kdy nemocnice obsadila izraelská armáda. Naopak izraelská armáda tvrdí, že nemocnice obsadila, protože se tam skrývali ozbrojenci Hamásu a spousta obětí byli právě oni. Hroby údajně izraelští vojáci exhumovali, protože hledali izraelské rukojmí a zkoumali, jestli nejsou pohřbení tam. Dodávají ale, že všechna těla, která exhumovali, vrátili na místa, kde byla původně pohřbená. Prošetření vzájemných obvinění požadovaly Spojené státy americké nebo také OSN.
Podle zprávy nezávislé vyšetřovací komise zřízené Radou OSN pro lidská práva (UNHRC) zveřejněné v říjnu 2024 Izrael během války systematicky ničil zdravotnictví Pásma Gazy. Tím se měl dopustil válečného zločinu a zločinu proti lidskosti. Podle zprávy izraelská armáda zatýkala, mučila a zabíjela palestinské pracovníky ve zdravotnictví. Nálety na zdravotnická zařízení a zdravotnická vozidla zase zamezila dostupnosti zdravotních služeb, což výrazně dopadlo také na novorozence a děti. To podle zprávy vedlo k postižení několika generací Palestinců. Děti, které izraelští vojáci zatkli a zadržovali v detenčních táborech, často bez přístupu k jiným členům rodiny, byly podle zprávy tímto traumatizované. Zpráva ovšem také popsala špatné podmínky izraelských rukojmí v Pásmu Gazy a vyzvala k jejich propuštění.
Na konci března 2025 byl u Rafahu nalezen masový hrob, ve kterém bylo pohřbeno patnáct Palestinců. K jejich zabití izraelskou armádou mělo dojít 23. března. Osm mrtvých byli pracovníci Červeného půlměsíce, šest palestinské civilní obrany a jeden byl zaměstnancem UNRWA. Jedna z obětí měla ruce svázané za zády. Sanitka Červeného půlměsíce byla nalezena zahrnuta pískem. Izraelská armáda lhala o tom, že vozidla byla zcela neoznačená. Později zveřejněný videozáznam z jednoho vozu ukázal, že sanitkám svítila výstražná světla a byla označena řádně, stejně jako zdravotníci a záchranáři, kteří měli reflexní uniformy. Satelitní snímek ukázal, že krátce po střelbě izraelská armáda povolala na místo těžkou techniku, která zabité lidi a sanitky shodila do vyhloubené jámy a zahrnula pískem. Komisař OSN pro lidská práva Volker Türk varoval v nové ofenzívě Izraele v Pásmu Gazy před pácháním válečných zločinů.

### Obvinění z genocidy
Ke konci března 2024 zvláštní zpravodajka OSN pro okupovaná palestinská území Francesca Albanese uvedla, že činy Izraele splňují kritéria označující páchání zločinu genocidy vůči Palestincům v Pásmu Gazy. Podle Albanese Izrael použil „humanitární kamufláž“, aby zakryl svou „genocidní kampaň“. Izrael obvinění odmítl.
V listopadu 2024 představil Zvláštní výbor OSN pro vyšetřování izraelských činů dopadajících na lidská práva Palestinců a jiných Arabů z okupovaných území výroční zprávu, ve které mj. uvedl, že počínání Izraele v Pásmu Gazy „odpovídají charakteristice genocid“. Podle výboru existují také vážné obavy, že Izrael využívá hlad jako „válečnou zbraň“. Současně na Západním břehu Jordánu, včetně východního Jeruzaléma, uplatňuje „systém apartheidu“. Výbor v neposlední řadě uvedl, že „Izrael svým obléháním Gazy, blokováním humanitární pomoci, stejně jako cílenými útoky a zabíjením civilistů a humanitárních pracovníků, způsobuje úmyslně smrt, hladovění a vážná zranění. To vše navzdory opakovaným výzvám OSN i závazným příkazům Mezinárodního soudního dvora a rezolucím Rady bezpečnosti OSN.“
V prosinci 2024 lidskoprávní organizace Amnesty International ve své zprávě uvedla, že se Izrael při bojích v Pásmu Gazy dopouští genocidy. Izrael takové nařčení dlouhodobě odmítal. „Měsíc po měsíci Izrael přistupoval k Palestincům jako ke skupině podlidí, která není hodna lidských práv a důstojnosti, a ukazoval svůj záměr je fyzicky zničit,“ uvedla generální tajemnice Amnesty International Agnès Callamardová. Podle organizace se izraelská armáda dopouštěla v Pásmu Gazy „mnohých zločinů podle mezinárodního práva“, které nelze ospravedlnit aktivitami Hamásu.
V prosinci 2024 lidskoprávní organizace Human Rights Watch ve své zprávě tvrdila, že se Izrael dopouštěl genocidy v Pásmu Gazy. Podle organizace úmyslně omezil Palestincům přístup k vodě, čímž se dopustil zločinů vyhlazování a genocidy. Během války měli dle odhadu lidé v Pásmu Gazy přístup k dvěma až devíti litrům vody denně, což podle Human Rights Watch vedlo k tisícům úmrtí. Před začátkem války měli obyvatelé Pásma Gazy k dispozici 83 litrů vody denně. Podle izraelského ministerstva zahraničních věcí, které zprávu kategoricky odmítlo, Human Rights Watch šíří „propagandu proti Izraeli“.

### Zadržování a mučení
V prosinci 2023 Izrael přijal úpravu zákona, která umožnila zadržet podezřelé osoby bez zatykače až na 45 dní, přičemž po uplynutí této lhůty jsou přesouvány do klasického vězení. V květnu 2024 zpravodajská stanice CNN zveřejnila reportáž založenou na výpovědích trojice izraelských whistleblowerů. Ti pracovali v záchytném zařízení pro Palestince Sde Tejman v Negevské poušti. Šlo v té době o jednu ze tří izraelských vojenských základen používaných jako detenční zařízení pro zadržené Palestince. Podmínky v záchytných zařízeních vylíčili jako nelidské hraničící s psychologickým mučením.
Úřad vysokého komisaře OSN pro lidská práva na konci července 2024 ve své zprávě uvedl, že tisíce Palestinců byly zadrženy v Pásmu Gazy a odvlečeny do Izraele, kde se někteří stali obětí mučení (byly popsány nejrůznější praktiky včetně sexuálního násilí, pálení cigaretami, používání elektrošoků, waterboardingu či pouštění psů na zadržené). Přičemž 53 zadržených v izraelské vazbě zemřelo. Podle zprávy Izrael zadržoval 9400 Palestinců, některé na tajném místě bez přístupu k právníkům.
Asociace pro občanská práva v Izraeli (ACRI) s dalšími izraelskými neziskovými organizacemi podala vrchnímu soudnímu dvoru v Izraeli petici prokazující opakované akty zneužívání a týrání vězňů v detenčním táboru na vojenské základně Sde Tejman. Izraelská vláda během líčení přiznala, že někteří palestinští zadržení byli většinu dnů spoutaní, nuceni hodiny bez hnutí sedět se zakrytýma očima. V téže době publikovala zprávu o špatném zacházení se zadrženými Palestinci také izraelská organizace Be-celem. Ta nesla název Vítejte v pekle: Izraelský vězeňský systém jako síť mučících táborů a byla postavena na výpovědi 55 zadržených Palestinců, kteří byli zadrženi bez vznesení obvinění a po nějaké době propuštěni.
Koncem července 2024 bylo vojenskou policií zadrženo devět vojáků, kteří byli obviněni z násilného sexuálního zneužití a týrání palestinského vězně v táboře Sde Tejman viněného z terorismu. Jejich zadržení odsoudili krajně pravicoví ministři. Následně davy krajně pravicových Izraelců vnikly na dvě základny, kde byli vojáci drženi, ale po střetech z nich byli protestující vytlačeni. Nakonec se počet zadržených vojáků rozrostl na deset. Případ byl předán k vojenskému soudu, který následně dva vojáky propustil z vazby a dále vyšetřoval jen osm.

### Používání Palestinců jako lidských štítů
V srpnu 2024 přinesl izraelský deník Haaretz informaci, že IOS používají palestinské civilisty jako lidské štíty – ty izraelští vojáci oblečou do izraelských vojenských uniforem, vybaví kamerou a vyšlou na průzkum tunelů nebo domů. Podle výpovědi vojáků jsou totiž „naše životy důležitější než jejich životy”. IOS oznámily, že využívání civilistů jako lidských štítů je zakázáno a události vyšetřuje.
CNN v říjnu 2024 informovala o tom, že izraelská armáda použila v severní Gaze, městě Gaza, Chán Júnísu a Rafáhu postup zvaný „komáří protokol“, kdy byli Palestinci násilně posláni na nebezpečná místa před vstupem izraelských sil.
IOS v březnu 2025 uvedly, že „oddělení kriminálního vyšetřování vojenské policie zahájilo vyšetřování poté, co vzniklo důvodné podezření ohledně využívání Palestinců k vojenským misím během operací“.
Ve stejném měsíci zveřejnila stanice CBS News rozhovor s nejmenovaným izraelským vojákem, který přiznal, že dostal rozkaz použít Palestince místo vycvičených psů k prohledávání budov a že jeho jednotka se dopustila i dalších válečných zločinů, jako například bezdůvodného vyhazování budov do povětří. Stanice se také dozvěděla od čtrnáctiletého Palestince jménem Omri Salem, že on a jeho devítiletý bratranec byli izraelskými vojáky na Západním břehu Jordánu použiti jako [18]lidské štíty a že je vojáci bili, když se pokoušeli vzdorovat rozkazům. Podle izraelských oznamovatelů v armádě si vysocí důstojníci byli vědomi tohoto zneužívání již více než rok, ale nikdy nepodnikli žádné kroky k zastavení této praxe.

### Násilný přesun obyvatelstva
Dne 13. října vydaly IOS příkaz k evakuaci 1,1 milionu lidí z Pásma Gazy, což někteří diplomaté označili jako násilný přesun, čímž se Izrael údajně dopustil válečného zločinu podle Ženevské úmluvy.
Dne 20. prosince organizace Human Rights Watch uvedla, že riziko nuceného vysídlování roste. Dne 12. ledna náměstek generálního tajemníka OSN pro lidská práva prohlásil, že izraelské vynucené evakuace nezajistily ochranu požadovanou mezinárodním právem, a představují tak potenciální válečný zločin. V březnu 2024 organizace Forensic Architecture uvedla, že izraelské „humanitární evakuace“ by mohly představovat válečný zločin nuceného vysídlování.

### Nárazníková zóna
Amnesty International (AI) 5. září 2024 vyzvala k vyšetřování izraelských válečných zločinů. Ten, podle AI srovnal se zemí domy a farmy ve východní Gaze, aby se rozšířila takzvaná nárazníková zóna mezi Izraelem a palestinským územím. Podle zprávy AI IOS... za použití buldozerů a ručně položených výbušnin nezákonně zničily zemědělskou půdu a civilní budovy, srovnaly se zemí celé čtvrti, včetně domů, škol a mešit. AI dále tvrdí, že... izraelská opatření na ochranu Izraelců před útoky z Pásma Gazy musí být prováděna v souladu s jeho závazky podle mezinárodního práva, včetně zákazu svévolného ničení a kolektivního trestání.
V dubnu 2025 vyšla publikace s názvem Perimeter. Šlo o svědectví izraelských vojáků sesbíraná neziskovou organizací Breaking the Silence, kterou v roce 2004 založili izraelští veteráni. Podle nich izraelská armáda během války vytvořila na palestinské straně hranice Pásma Gazy nárazníkovou zónu, která měla šířku 1,5 kilometru. V zóně, ve které se nacházelo 35 % zemědělské půdy Pásma Gazy, došlo ze strany armády k destrukci budov, sídel a znehodnocení půdy. Pokud se Palestinci v zóně pohybovali, byli zastřeleni (zejména muži). Podle svědectví vojáků přitom nebylo jasné, zda o pravidlech zóny Palestinci věděli. Zóna navíc nebyla nijak označena.

### Ekocida

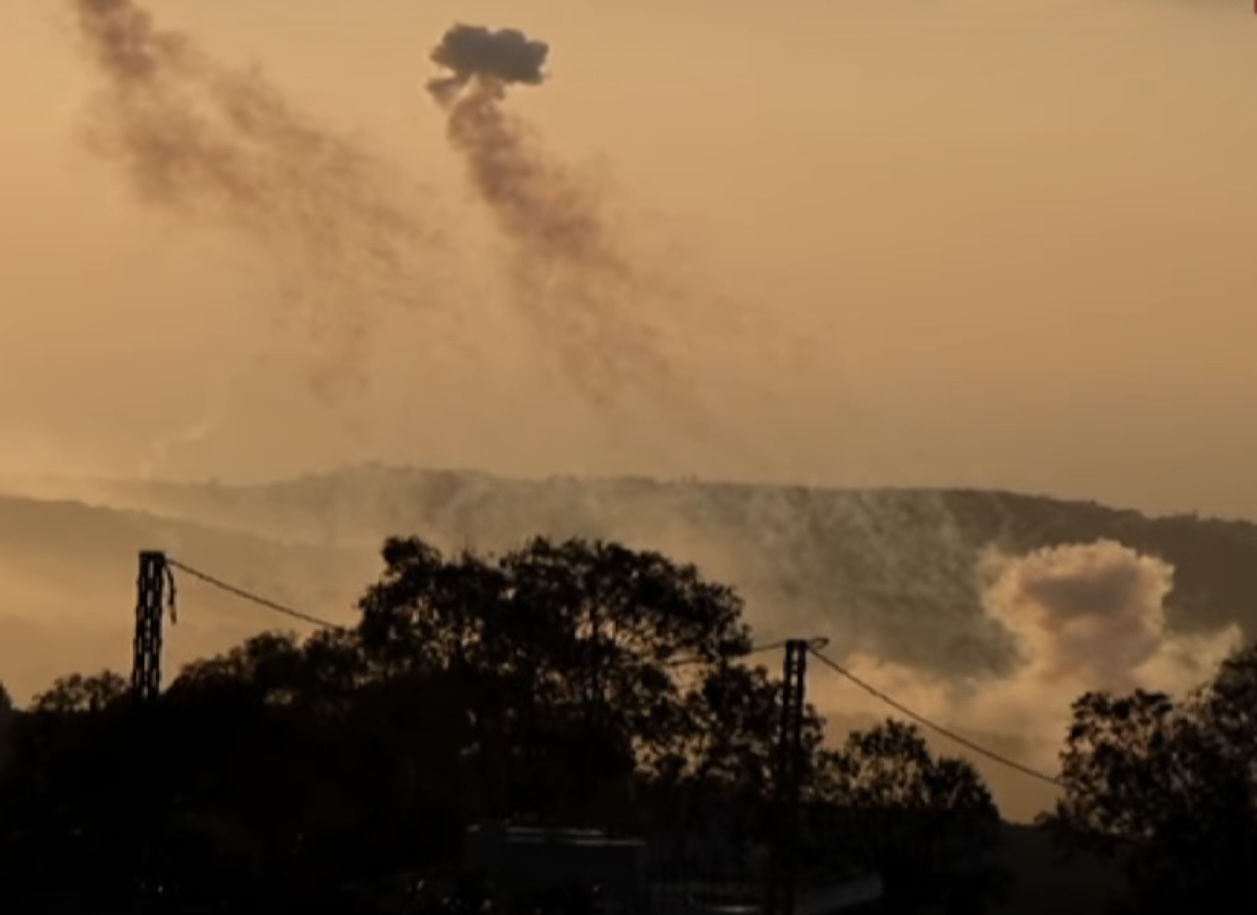
Použití bílého fosforu poblíž Libanonu, 16. října 2023

Ničivé jednání Izraele bylo popisováno také jako ekocida, tedy cílené ničení životního prostředí. Jedním z prostředků mělo být užívání toxického bílého fosforu, a to nejen v Palestině, ale také v Libanonu. Na Západním břehu Jordánu se zase cílem ničení staly olivovníky, které plodí základní surovinu palestinské zemědělské produkce – olivy. Jen za rok 2023 jich izraelští osadníci zničili 10 000. Nešlo o novou taktiku. Armáda a osadníci z nelegálních osad měli od roku 1967, tedy od šestidenní války, zničit přes osm set tisíc olivových stromů. Zásadní roli destrukce palestinského zemědělství hrála také kontrolní role Izraele nad dodávkami vody. Situace byla nejhorší právě v Pásmu Gazy, které nedisponuje vlastním zdrojem čisté vody. V následcích izraelského bombardování a pozemní invaze v Pásmu Gazy od vypuknutí války do března 2024 byla podle satelitních snímků zlikvidována téměř polovina stromů. Do půdy se z bomb dostával toxický azbest. Podle prohlášení Izraele však nešlo o cílené ničení ekosystémů, ale o běžný důsledek války.

### Rabování
Během války izraelští vojáci drancovali palestinské domy v Gaze a údajně si brali „vše, co je snadno dostupné“. Dne 21. února 2024 prohlásila generální vojenská prokurátorka IOS Jifat Tomerová-Jerušalmi, že některé činy vojáků – včetně rabování a odebírání soukromého majetku – „překročily hranici trestního práva“. Tomerová-Jerušalmi uvedla, že takové případy jsou vyšetřovány. Rada pro americko-islámské vztahy označila rabování za válečný zločin a požadovala, aby Bidenova administrativa je odsoudila. Čtvrtá Ženevská úmluva z roku 1949 výslovně zakazuje rabování civilního majetku během války.

## Zabíjení novinářů

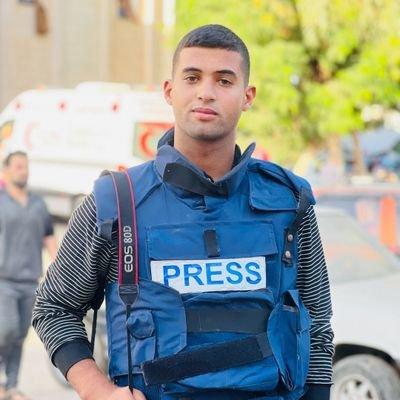
Korespondent televize Al-Džazíra Hossam Šabat byl zavražděn Izraelem 24. března 2025

V prosinci 2023 v předvečer mezinárodního Dne lidských práv zveřejnila Mezinárodní federace novinářů (IFJ) seznam 94 novinářů a pracovníků médií, které byli v roce 2023 zabití v souvislostí s jejich prací. Drtivá většina zabitých novinářů (68) připadá na právě na válku Izraele s hnutím Hamás. Šlo o 61 palestinských novinářů zabitých v pásmu Gazy, o 4 izraelské novináře zabité během útoků Hamásu na hudební festival Supernova a na kibuci Nahal Oz a Kfar Aza, o 3 libanonské novináře zabité Izraelem nedaleko společné hranice obou zemí. Tento konflikt je tak pro pracovníky médií nejsmrtelnější za více 30 let, kdy Mezinárodní federace novinářů monitoruje oběti z řad novinářů. Podle IFJ se „palestinští novináři v Gaze stali obětí nevybíravého bombardování ze strany izraelské armády”. IFJ ve své výzvě sdělila, že „mezinárodní společenství, a zejména Mezinárodní trestní soud, musí čelit své odpovědnosti a důkladně vyšetřit a případně zahájit stíhání těch, kdo nařídili a provedli útoky na novináře”.
K dubnu 2024 se počet zabitých novinářů během konfliktu zvýšil na 109. Z nich bylo 102 Palestinců, 4 Izraelci a 3 Libanonci. V květnu 2024 udělilo UNESCO palestinským novinářům pokrývajícím válku výroční novinářskou cenu Guillermo Cano World Press Freedom Prize. Cenu převzal předseda palestinského novinářského syndikátu Nasser Abu Baker.
Reportéři bez hranic podali čtyři stížnosti k Mezinárodnímu trestnímu soudu, ve kterých obvinili Izrael z válečných zločinů spočívajících v zabíjení novinářů. Hlavní žalobce soudu Karim Khan potvrdil, že zabíjení novinářů je součástí vyšetřování situace v Palestině.
K 17. květnu 2025 bylo ve válce v Pásmu Gazy hlášeno celkové zabití 179 novinářů (171 Palestinců, 2 Izraelci a 6 Libanonců).